# Seth Morrison
Jacob Seth Morrison (19 de febrero de 1988) es un músico estadounidense y el guitarrista principal del grupo Skillet. Ingresó a la banda en abril de 2011 luego de que Ben Kasica abandonara la banda.

## Vida personal
En varias entrevistas, Seth expresó su amor por el deporte. Sus equipos favoritos son: NCAA's Ohio State Buckeyes, MLB's Cincinnati Reds y NFL's Cincinnati Bengals. En cuanto a creencias, explica que su familia fue siempre muy cristiana, esto lo llevó a serlo también, a la temprana edad de 7 años.

## Carrera
Seth comenzó su carrera a la edad de 13 años en una banda llamada 3PO. También tocó junto con la banda Everlasting Fire en algunas demos. Ha compartido el escenario con varias bandas conocidas como Disciple, Kutless, Sanctus Real, Tait, Audio Adrenaline, TobyMac, entre otras. A los 16, tuvo la oportunidad de recorrer Europa con la banda Justifide y realizar varias presentaciones junto a ellos. Poco después, la banda se separó. Ha realizado varias presentaciones más, con bandas como Our Heart's Hero, The Crabb Family, Crabb Revival, entre otras.

## Skillet
Durante una entrevista en YouTube, Seth dijo que había escuchado acerca de la búsqueda de Skillet por un nuevo guitarrista, así que se contactó con su amigo Tim Rosenau (guitarrista de TobyMac) para obtener más información. Sin embargo, nunca hubo respuesta por parte de él. Poco después, Seth recibió un correo electrónico del mánager de Skillet, Scotty Rock, preguntando por fotos y el testimonio de Seth, entre otras cosas. Tiempo después, Morrison recibió una llamada de un número desconocido, así que dejó el teléfono sonar. Seth no iba a llamar de nuevo, en un principio,  pero un "instinto" (según afirma él) lo hizo hacerlo. La llamada llegó al correo de voz de Scotty Rock, quien poco después volvió a llamarlo, esta vez, Seth sí contestó. Durante la llamada John Cooper se unió a la conversación, diciéndole a Seth que debía apresurarse a ir, ya que solo tenía una semana para prepararse y aprenderse las canciones. 
Actualmente, Seth está hace más de 9 años en Skillet, y ha grabado cinco álbumes de estudio junto a ellos
- Datos: Q3480660
- Multimedia: Seth Morrison / Q3480660